# Pagus
Un pagus (plural pagi) fou un lloc fortificat dels territoris romans exteriors a la ciutat on el poble i la tropa es podia retirar en cas d'un atac, però sense defenses emmurallades.
Es diu que foren creats per Servi Tul·li, però la divisió del territori en pagus és del temps de Numa Pompili. Cada tribu va ser dividida en un cert nombre de pagi, i el nom d'aquest es va donar al territori a l'entorn del lloc fortificat (a més del lloc fortificat mateix). Aquesta divisió en pagi es va conservar fins al baix Imperi Romà, i fins i tot posteriorment, i l'expressió va donar origen als mots país i pagès.
Cada pagus tenia un magistrat, anomenat magister, praefectus o praepositus pagi, que portava un registre dels noms i propietats de cada habitant, recaptava les taxes i cridava el poble, quan calia, a la guerra. Cadascun dels pagi tenia els seus propis ritus sagrats i un festival anual anomenat paganàlia.
Els habitants del pagus eren coneguts com a pagani (pagans) i tenien les seves reunions regulars, en les quals adoptaven resolucions, que en alguns casos s'han conservat.
El terme pagani era utilitzat en oposició a milites i aplicat a tots els que no eren soldats, fins i tot als que no vivien als pagi. Per analogia, també eren anomenats pagani els ciutadans que no complien els seus deures. Per això els cristians van anomenar pagans, o paganes, (singular pagà i pagana) les persones que conservaven la religió romana, la majoria de les quals vivien als pagi, mentre els habitants de les ciutats havien esdevingut seguidors de Crist.

## Els pagi a l'Edat Mitjana
A l'alta edat mitjana la denominació pagus designava una demarcació territorial amb nuclis rurals, d'extensió considerable.
A Catalunya, a partir del segle ix, l'expressió fou utilitzada indiferentment per a designar alguns comtats. Més endavant el nom es donà més precisament als territoris desproveïts temporalment de comte propi o que depenien de comtats més importants. En alguns casos, però, les demarcacions anomenades pagi en aquesta època són de molta menor entitat, i és possible que tinguin només un significat geogràfic, encara que solien tenir una tradició (així els pagi de Bar, de Llívia o de Talló, dins del comtat de Cerdanya).

### Algunspagicatalans de l'Edat Mitjana
- Pagus de Besalú: part del comtat de Girona fins al 878
- Pagus d'Empúries: part del comtat de Girona fins al 813
- Pagus de Peralada: part del comtat d'Empúries
- Pagus de Conflent: part del comtat del Rosselló i després del comtat de Cerdanya
- Pagus de Vallespir: part del comtat del Rosselló fins al voltant de l'any 1000
- Pagus de Berga: part del comtat de Cerdanya fins al 905
- Pagus de Bellera: part del comtat de Pallars
- Pagus de Manresa: part del comtat d'Osona